# Lourosa (Santa Maria da Feira)
Lourosa is een stad en freguesia in de Portugese gemeente Santa Maria da Feira in het district Aveiro. In 2001 was het inwonertal 10.000 op een oppervlakte van 6,41 km². Lourosa heeft sinds 19 april 2001 de status van stad (cidade).

## Geboren
- Ivo Pinto (7 januari 1990), voetballer